# 灌頂
灌頂（かんじょう、梵: abhiṣeka, abhiṣecana、蔵: dbang）とは、菩薩が仏になる時、その頭に諸仏が水を注ぎ、仏の位（くらい）に達したことを証明すること。密教においては、頭頂に水を灌いで諸仏や曼荼羅と縁を結び、正しくは種々の戒律や資格を授けて正統な継承者とするための儀式のことをいう。本項では密教における灌頂について述べる。

## 概要
元々はインドで王の即位や立太子での風習である。釈迦の誕生日を祝う祭りである灌仏会もこれの一例であったが、インド密教において複雑化した。いくつかの種類や目的の別があり、場合によって使い分けられる。
日本では、805年に日本天台宗の開祖である最澄が、高雄山の神護寺で初めて灌頂を行ったといわれる。また、最澄は渡唐の際に龍興寺の順暁から「秘密灌頂」を受け、後年、真言宗の開祖である空海が伝来した金剛界・胎蔵界の両部の「結縁灌頂」も受けた。

## 種類
灌頂の種類は以下の通りとなる。ただし、現在の中国密教やチベット密教においては「結縁灌頂」と「受明灌頂」とに儀式上の違いは無く、チベット密教の「ジェナン」と呼ばれる形式のものを「許可灌頂」と訳す場合もあるが、授者が灌頂の種類と内容を理解し、儀式後に授かった戒律を守った上で、修法等を基本的に毎日行なうか否かという実践上の違いによって、結果的に「結縁灌頂」と「授明灌頂」の違いとなる。

### 日本密教の灌頂
- 結縁灌頂（けちえん かんじょう）
  - 出家や在家、あるいはその対象を問わず、どの仏に守り本尊となってもらうかを決める儀式。投華得仏（とうけ とくぶつ）といい、目隠しをして曼荼羅の上に華（はな）を投げ、華の落ちた所の仏と縁を結ぶところから結縁灌頂の名がある。投華灌頂（とうか かんじょう）ともいう[2]。
  - 各曼荼羅には鬼神や羅刹なども描かれるが、その場合でも、祀り方等や儀式を伝授される。

- 受明灌頂（じゅみょう かんじょう）
  - 修行して密教を深く学ぼうとする人に対して行われる。仏と縁を結ぶ入門的な結縁灌頂と違い、弟子としての資格を得る灌頂なので、弟子灌頂ともいう。
  - また、密教を学ぶための資格である「十四根本堕」や、「八支粗罪戒」等の三昧耶戒を授かることから、現在の日本密教では「許可灌頂」（こか かんじょう）ともいう。

- 伝法灌頂（でんぼう かんじょう）
  - 金胎両部伝法灌頂ともいう。阿闍梨という指導者の位を授ける灌頂。日本では、鎌倉時代に覚鑁の十八道次第を先駆とし成立した四度加行（しど けぎょう）という密教の修行を終えた人のみが受けられる。ここで密教の奥義が伝授され、弟子を持つことを許される。また仏典だけに捉われず、口伝や仏意などを以って弟子を指導することができる。伝法灌頂を受け阿闍梨位を得て、はじめて真言宗の正式な僧侶となる[3][4]。
  - 別名を「阿闍梨灌頂」、または「受職灌頂」ともいう。

また、日本では鎌倉時代から幕末にかけて天皇の即位式には即位灌頂という行事が行われていた。灌頂を受けた者として、後鳥羽院・後深草院の名が記録されている。

### チベット仏教の灌頂[5][6]
四灌頂
チベットでは、無上瑜伽に分類されるほとんどのタントラで以下の四種の灌頂を行う。ゲルク派では、四種の灌頂の授与に先立ち、菩薩戒・三摩耶戒を授ける。
- 瓶灌頂（びょう かんじょう, བུམ། [bum]）この灌頂を受けることにより、生起次第の修習が許される[8]。日本密教の結縁灌頂・受明灌頂に相当する[9]。
  1. （水灌頂）灌頂を受ける弟子(受者)に目隠しの赤い鉢巻をほどこし、誓いの水(誓水)などを飲ませて加持した後、曼荼羅へ導いて華を投げさせる。この華の落下した場所の仏菩薩が、受者の守り本尊となる。ついで弟子の目隠しを取って曼荼羅を見せ、瓶から香水を取り出し、弟子の頭頂に注ぐ。
  2. （宝冠灌頂）三界の法王となったことを象徴する宝冠を授与する。
  3. （杵・鈴・名灌頂）密教行者の象徴である金剛杵と金剛鈴を授与し（杵灌頂・鈴灌頂）、最後に密教の法名である金剛名として、受者の守り本尊にちなんだ名前を授与する（名灌頂）。

秘密灌頂から第四灌頂までを受けることにより、究竟次第の修習が許される。
- 秘密灌頂（ひみつかんじょう, གསང། [gsang]）阿闍梨の体験している楽空無差別の境地を、弟子も同様に体験できるようにするため、その素地を植え付ける[11]。
- 般若智灌頂（はんにゃちかんじょう, ཤེར། [sher]）[12]阿闍梨が指導しながら弟子が瞑想し、自分自身で楽空無差別の境地を疑似体験する[11]。
- 第四灌頂（だいよんかんじょう, དབང་བཞི། [dbang bzhi]）阿闍梨が受者に言葉による特別な教示を与える[7]。楽空無差別の真理を言葉で解き明かし、弟子が生起次第と究竟次第の実践を通じてこの境地を本当に体得できるように導く[11]。この灌頂を受けることにより、学習した密教を他に講説することが許されるようになる。日本密教の伝法灌頂に相当する[7]。

カーラチャクラ・タントラの灌頂
無上瑜伽タントラのひとつ「カーラチャクラ・タントラ」のみ、他とは異なる独特の体系を示す。世間灌頂七種（水・宝冠・繪綵・杵鈴・尊主・金剛名・許可）と出世間灌頂四種（瓶・秘密・般若智・第四）に分類する。
灌頂の深浅のレベルにもとづく3分類
1. 「共のトルマ（=ぐのトルマ）に依って四灌頂をお加持の方法で授けるもの(ཐུན་མོང་བ་གཏོར་མ་ལ་བརྟེན་ནས་དབང་བཞི་བྱིན་རླབས་ཀྱི་ཚུལ། [thun mong ba gtor ma la brten nas dbang bzhi byin rlabs kyi tshul])
2. 「不共のラマの身体曼荼羅（ふぐのラマのしんたいまんだら）」により四灌頂を完全に授けるもの(ཐུང་མོང་མ་ཡིན་པ་བླ་མའི་ལུས་ཀྱི་དཀྱིལ་འཁོར་དུ་དབང་བཞི་རྫོགས་པར་བསྐུར་བ། [thung mong ma yin pa bla ma'i lus kyi dkyil 'khor du dbang bzhi rdzogs par bskur ba])[注釈 1]
3. 非常に秘密な胸に住して頂くお加持の方法で授けるもの(ཆེས་ཤིན་ཏུ་གསང་བ་སཉིང་བཞུགས་ཀྱི་བྱིན་རླབས་ཀྱི་ཚུལ། [ches shin tu gsang ba sanying bzhugs kyi byin rlabs kyi tshul])